# Eleccions cantonals franceses de 1967
Les eleccions cantonals es van celebrar el 24 de setembre i l'1 d'octubre de 1967.

## Resultats
Aquestes eleccions representaren un fort avenç per a l'oposició d'esquerra, que es veuria reflectit en els resultats de les eleccions legislatives del mateix any.

### Xifres
La taxa d'abstenció s'elevà al 42,67%.
| Tendències                                                                  | Primera volta (%) | Segona volta (en escons) |
| --------------------------------------------------------------------------- | ----------------- | ------------------------ |
| Extrema esquerra                                                            | 2.0               | 25                       |
| Partit Comunista Francès                                                    | 26.3              | 175                      |
| Federació de l'Esquerra Demòcrata i Socialista                              | 21.6              | 465                      |
| Divers gauche                                                               | 6.2               | 177                      |
| Centre démocrate                                                            | 8.1               | 155                      |
| Républicains indépendants                                                   | 4.0               | 94                       |
| Unió per la Nova República                                                  | 14.5              | 220                      |
| Divers droite                                                               | 17.2              | 399                      |
| Font: Alain Lancelot, Les élections sous la Ve République, PUF, Paris, 1988 |                   |                          |